# Igor Tudor
Igor Tudor (Split, 16 de abril de 1978) é um treinador e ex-futebolista croata que atuava como zagueiro. Atualmente é treinador da Juventus.

## Carreira como jogador
Tudor começou sua carreira profissional no Hajduk Split, time de sua cidade natal, em 1995. Depois de três anos, foi contratado pela Juventus em 1998. Jogou no time até ser emprestado ao Siena, em 2005. Retornou a Juventus para a temporada 2006–07, para a disputa da série B do Campeonato Italiano. Em 2007 retornou ao time que o projetou para o futebol, o Hajduk Split, após nove anos. Em 2008, resolveu se aposentar do futebol, devido a uma lesão.

## Seleção Croata
Participou da Copa do Mundo da França em 1998 e da Copa do Mundo da Alemanha em 2006. Só não foi para a Copa do Mundo da Coréia-Japão de 2002 porque se contundiu.

## Carreira como treinador
Desde 2009, ele era assistente no clube natal Hajduk Split, e em 2013, assumiu como treinador oficialmente, até pedir demissão em fevereiro de 2015. Em junho de 2015, assinou contrato como técnico do clube grego PAOK, por três temporadas.

Em 23 de dezembro de 2019 foi anunciada sua volta ao Hajduk Split. No dia 18 de março de 2024, foi anunciado como novo treinador da Lazio.
Em 23 de março de 2025, a Juventus confirmou a contratação do ex-zagueiro como seu novo técnico. A duração do contrato não foi divulgada.

## Títulos
Juventus
- Taça Intertoto da UEFA: 1999
- Serie A: 2001–02 e 2002–03
- Supercopa da Itália: 2002 e 2003
- Série B: 2006–07

### Prêmios Individuais
- Jogador Croata do ano: 2001